# 路德維希·拉赫曼
路德維希·拉赫曼（德語：Ludwig Lachmann，1906年2月1日—1990年12月17日）是德國經濟學家，也是奧地利經濟學派的重要成員和理論貢獻者。

## 個人生涯
拉赫曼在1924年至1933年就讀於柏林大學，並且從那裡取得了他的博士學位。拉赫曼在1926年的夏天於蘇黎世大學首次接觸到奧地利經濟學派的理論。他在1933年從德國遷往英國以就讀倫敦政治經濟學院，在那裡他成為弗里德里克·哈耶克的學生，這進一步增加了他對奧地利學派的興趣。在1948年他遷往南非的約翰尼斯堡，在金山大學獲得了教授職位，並且一直任教直到退休為止。

## 經濟學貢獻
拉赫曼認為奧地利經濟學派的理論源自於卡爾·門格爾所提出的主觀主義經濟學。對拉赫曼而言，奧地利學派的理論特徵在於其「進化性」，重視邏輯的因果關係的研究方式，這也是奧地利學派與主流的新古典派經濟學所重視的均衡和完美的知識理論所不同的地方。
拉赫曼自稱為「激進派奧地利學派」的立場相當少見，很少有其他奧地利學派學者會承認自己的理論是與主流經濟學完全劃分開來的。他指出他與主流經濟學所不同的地方：經濟主觀主義、不完美的知識（imperfect knowledge）、商業週期理論、方法論的個人主義、機會成本、以及「市場过程」。
在拉赫曼死後，他的妻子在倫敦政治經濟學院的哲學系創立了一個「路德維希·拉赫曼研究獎學金」以紀念他。

## 書籍
- Capital and Its Structure, 1956. (全文)
- The Legacy of Max Weber, 1971.
- Macro-economic Thinking and the Market Economy, 1973.
- Capital, Expectations and the Market Process, 1977.
- The Market as an Economic Process, 1986.

## 外部連結
- The History of Economic Thought 網站的文章
- "The Kaleidic World of Ludwig Lachmann （页面存档备份，存于）
- "The Lachmann Legacy: An Agenda for Macroeconomics （页面存档备份，存于）," Roger Garrison